# 나의 아들 존
《나의 아들 존》(영어: My Son John)는 미국에서 제작된 리오 매케리 감독의 1952년 정치 드라마 영화이다. 헬렌 헤이스, 밴 헤플린, 딘 재거, 로버트 워커 등이 출연하였고 리오 매케리가 제작하였다. 매카시즘이 최고조에 달했을 때 만들어진 반공주의 선전 영화이다.
제목의 역할을 맡은 로버트 워커의 유작이다. 주촬영을 마친 뒤 부가 촬영을 완료하기 전에 사망하여 워커가 앞서 출연했던 《열차 안의 낯선 자들》(1951)의 일부 장면을 재활용했다.

## 줄거리
아들 척과 벤이 6.25 전쟁에 참전하러 떠난 뒤 루실은 워싱턴 D.C. 연방 정부 직원으로 일하는 큰아들 존과 소련 첩보원이 밀회를 갖는 장소인 아파트의 열쇠를 발견한다.

## 출연
- 헬렌 헤이스 - 루실 제퍼슨 역
- 밴 헤플린 - 스테드먼, FBI 요원 역
- 딘 재거 - 댄 제퍼슨, 남편 역
- 로버트 워커 - 존 제퍼슨, 큰아들 역
- 프랭크 맥휴 - 오다우드, 교구 신부 역
- 리처드 제이컬 - 척 제퍼슨, 둘째 아들 역